# Сказка про богиню Макошь
Сказка про богиню Макошь (укр. Казка про богиню Мокошу) — украинский мультфильм режиссёра Натальи Чернышёвой по легенде Сергея Плачинды.

## Сюжет
Жила-была простая женщина, вот только с мужем ей не повезло, ведь ничего он не делал, переложив всю работу на хрупкие плечи жены. Шло время, но ничего не менялось, только с одним он справлялся с удовольствием — поглощал всю еду. Отчаянно пыталась она что-то изменить, но вот вмешалась богиня Макошь, по достоинству наказав неблагодарного лентяя.

## Создатели
- Наталья Чернышёва — сценарист и режиссёр
- Ирина Сергеева — оператор
- Владимир Губа — композитор
- Светлана Куценко — редактор